# Білоноска маленька
Білоноска маленька (Leucorrhinia dubia) — вид бабок родини справжніх бабок (Libellulidae).

## Поширення
Вид поширений в Європі та Північній Азії від Шотландії до річки Єнісей в Сибіру. Відсутній в Південній Європі. Невеликі ізольовані популяції збереглися в китайській провінції Хейлунцзян на північному сході країни. В Україні трапляється на високогір'ї Карпат, виявлений також в околицях Києва. Трапляється поблизу боліт, торфовищ, невеликих ставків та озер.

## Опис
Тіло завдовжки 31-36 мм, черевце 21-27 мм, заднє крило 23-28 мм. У самців темна базальна пляма на задніх крилах займає понад 3 ланки уздовж крила. Контрастні плями, що розташовуються на черевних тергітах зазвичай добре розвинені, але невеликого розміру. Птеростігма у дорослих самців червоно-бурого кольору. У самиць пляма на верхній стороні сьомого тергіта черевця такого же забарвлення, як інші. Всі плями жовто-помаранчевого кольору і добре розвинені. У обох статей нижня губа і анальні придатки чорного кольору. Основа задніх крил має темну непрозору пляму. Жилкування крил також темне.

## Спосіб життя
Імаго літають з середини травня по серпень. Активні вдень. Активний хижак. Раціон складається з дрібних літаючих комах. Охоче поїдає комарів, мух і, рідше, метеликів. Стають територіальнимим під час розмноження. Самці стають статевозрілими через 4-12 днів після метаморфози в залежності від кліматичних умов. У самиць статева зрілість настає на кілька днів пізніше. Самиці відкладають яйця у стоячі і заболочені водойми з підвищеною кислотністю води і малою кількістю риби або її повною відсутністю. Личинки не відрізняються великою рухливістю. Свою здобич вони підстерігають в укритті, а потім порівняно повільно до неї підкрадаються. Їхніми жертвами стають в основному пуголовки і личинки водних комах.